# Filip Bundović
Filip Bundović (nacido el 16 de febrero de 1994 en Zagreb, Croacia) es un jugador de baloncesto croata. Mide 2.02 metros de altura y juega en la posición de ala-pívot y su actual equipo es la Cibona Zagreb de la A1 Liga.

## Trayectoria deportiva
Bundović es un jugador formado en el Cedevita con el que debutó en 2011 y firmó un contrato por cuatro temporadas. En su primer contrato con Cedevita, estuvo cedido en dos ocasiones en el HAVK Mladost de la A1 Liga y en el KK Zabok de la A2 Liga. 
En otoño de 2015, firmó por el Mitteldeutscher de la Basketball Bundesliga, con el que disputó diez partidos en los que anotó 5,7 puntos con 2,2 rebotes de media. En la segunda mitad de la temporada 2015-16 firmaría en el CB Estudiantes "B" de la Liga EBA, donde disputó 13 partidos y promedió 14,1 puntos y 5,8 rebotes.
En la temporada 2016-2017, regresó al Cedevita, para disputar 14 partidos jugados hizo 13,7 puntos y 4,7 rebotes de media. Lograría el título de campeón de la Copa de Croacia.
En marzo de 2017, fichó por el Zrinjski de la Liga de baloncesto de Bosnia y Herzegovina, con el que sería semifinalista de la liga.
En la temporada 2017-18, firmó por el Šibenik de la Liga Croata de Baloncesto, con el que disputó 15 partidos  donde anotó 11,6 puntos y 4,5 rebotes en una media de 16 minutos en pista. 
En marzo de 2018, firmó por el BK Prishtina de la Superliga de baloncesto de Kosovo, anotando 20,8 puntos y 8,3 rebotes por encuentro.
El 7 de septiembre de 2018, Bundović fichó por Bandirma Kirmizi de la TBL, la segunda división turca, donde solo jugó un partido. y regresó a Zagreb para jugar en la KK Cibona.
El 23 de febrero de 2021, Bundović dejó la KK Cibona tras tres temporadas y se unió a Rabotnički de la Makedonska Prva Liga.
En septiembre de 2021, Bundović volvió a la Liga croata firmando por el KK Cedevita Junior.
El 27 de agosto de 2022, firma por el Casademont Zaragoza de la Liga Endesa para reforzar al club durante la pretemporada.
En la temporada 2022-23, firma por la Cibona Zagreb de la A1 Liga.

## Selección nacional
Es un habitual en las categorías inferiores de la Selección de baloncesto de Croacia. En 2010, disputó el Campeonato de Europa Sub-16 de la FIBA en Montenegro, donde su equipo ganó la medalla de oro.
En 2011, disputó el Campeonato Mundial FIBA Sub-19 en Letonia, acabando en octava posición y en 2014 disputó el Campeonato FIBA de Europa Sub-20 en Grecia, el que acabaría en cuarto lugar.
En noviembre de 2021, debuta con la Selección de baloncesto de Croacia absoluta, en un partido de clasificación para la Copa Mundial de Baloncesto de 2023 frente a Eslovenia.